# James Balog

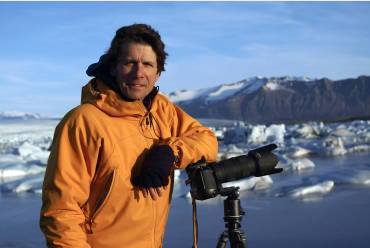

James Balog (* 15. Juli 1952) ist ein US-amerikanischer Naturfotograf, Geowissenschaftler und Bergsteiger, der unter anderem durch Veröffentlichungen in den Magazinen National Geographic,
The New Yorker, Life und Vanity Fair sowie den Dokumentarfilm Chasing Ice bekannt geworden ist. Er gründete den Earth Vision Trust mit dem Ziel, die Folgen der globalen Erwärmung für eine breite Öffentlichkeit visuell erfahrbar zu machen, um so ein Bewusstsein für die Risiken des Klimawandels zu wecken.

## Leben und Werk
James Balog studierte Geographie und Geomorphologie am Boston College und der University of Colorado, wo er 1977 seinen Masterabschluss machte.

### 1980er und 1990er Jahre
In den 1980er und 1990er Jahren wurde er durch seine Fotografien bedrohter und gejagter Tiere international bekannt. Zudem beschäftigte er sich mit dem Thema „Mensch und Technik“. Von 1998 bis 2004 fotografierte er fast nur Bäume und arbeitete hierbei viel mit Fotomontage.

### Extreme Ice Surveyund DokumentarfilmChasing Ice
Der Dokumentarfilm Chasing Ice porträtiert das von Balog im Jahr 2007 begonnene Projekt Extreme Ice Survey (EIS) und erhielt beim Sundance Film Festival 2012 den Award for Excellence in Cinematography. Im Rahmen des EIS-Projekts dokumentierten Balog und sein Team das fortschreitende Abschmelzen verschiedener Gletscher über mehrere Jahre fotografisch. Zudem entstand die bisher längste Videoaufnahme eines kalbenden Gletschers. Das Kalben des Ilulissat-Gletschers in Westgrönland dauerte 75 Minuten und resultierte in einem Rückzug des Gletschers von etwa einer Meile über eine Breite von etwa 3 Meilen.

## Ausstellungen
Die Werke von James Balog wurden unter anderem ausgestellt im Museum of Fine Arts, Houston, der Corcoran Gallery of Art, und dem Denver Art Museum.

## Auszeichnungen
Balog erhielt verschiedene Auszeichnungen, u. a.:
- Leica Medal of Excellence
- Heinz Award (2010)
- Honor Medal for Distinguished Service der Missouri School of Journalism
- Visual Arts & Design Award des Aspen Institute
- Outstanding Photographer of the Year Award der North American Nature Photography Association
- Rowell Award for the Art of Adventure
- Photographers League Award der International League of Conservation.

Balog erhielt zudem einen Ehrendoktor der University of Alberta und die „Presidential Citation for Science and Society“ der American Geophysical Union.

## Werke

### Bücher
- ICE: Portraits of Vanishing Glaciers, Rizzoli, 2012, ISBN 978-0-8478-3886-8
- Extreme Ice Now: Vanishing Glaciers and Changing Climate: A Progress Report, National Geographic Books, Washington DC, 2009, ISBN 978-1-4262-0401-2
- Baumriesen, München: Frederking & Thaler, 2006, ISBN 3-89405-657-6 (engl.: Tree: A New Vision of the American Forest, 2004)
- Animal, Graphis, New York, 1999, ISBN 978-1-888001-80-8
- James Balog’s Animals A to Z, Chronicle, San Francisco, 1996, ISBN 978-0-8118-1339-6
- Anima, Arts Alternative Press, Boulder, Colo., 1993, ISBN 0-9636266-0-4
- Survivors: A New Vision of Endangered Wildlife, Harry N. Abrams, New York, 1990, ISBN 0-8109-3908-8
- His Wildlife Requiem, International Center of Photography, New York, 1984, ISBN 0-933642-06-7

### Filme / TV
James Balog war an folgenden Filmen / Serien beteiligt:
- Chasing Ice (Regie: Jeff Orlowski), Dokumentarfilm, 2012.
- Eisige Welten (Sprecher / Präsentator: David Attenborough), BBC Dokumentarfilmreihe, 2011.
- Extreme Ice (Regie: Noel Dockstader), Dokumentarfilm, 2009.[10]
- The Human Element (Regie: Matthew Testa), Dokumentarfilm, 2018.

## Rezeption
„Each new series by James Balog represents a quantum leap in creativity, which takes us deeper into the ultimate mystery of humanity’s relationship to the natural world. He is a visionary and his works are like sacred objects.“